# Sellos (Naruto)
Dentro del anime y manga Naruto sellos puede referirse a sellos manuales o técnicas de sellado (Fuin Jutsu y Juin Jutsu).

## Sellos Manuales
Determinadas posturas de las manos cuya correcta sucesión combinada con cierta cantidad de chakra, permiten realizar algún ninjutsu o genjutsu. Existen 12 sellos, cada uno representa un animal del zodiaco chino: Nezumi (Rata), O-ushi (Buey), Tora (Tigre), Usagi (Liebre), Ryu (Dragón), Hebi (Serpiente), Uma (Caballo), O-hitsuji (Carnero), Saru (Mono), Tori (Pájaro), Inu (Perro), Ousu-buta (Jabalí).

## Fūin jutsu
Técnicas ninja que sirven para sellar criaturas o algo dentro de un objeto o de un ser vivo (por ejemplo un ser humano). Parte fundamental de la historia por el sellado del kyūbi dentro de Naruto.

### Fūin jutsu: Genryū Kyū Fūjin
Rango: S. Tipo: Soporte.
Usuarios: Pain.
Fūin jutsu: Genryū Kyū Fūjin (封印術・幻龍九封尽?  Técnica de sellado: sello completo de los nueve dragones ilusorios). Los miembros invocan en primer lugar el enorme "Rey del Infierno" (estatua). Esta estatua tiene su boca y los ojos cubiertos. Una vez que comience la técnica, la boca se abre y nueve dragones espectrales surgen de su boca y atrapan al Jinchūriki. Esto luego inicia el proceso de extracción. Durante este período, los miembros liberarán la misma cantidad de Chakra que la del Bijū. Como la extracción continúa, la estatua abrirá los ojos a revelar el estado actual de la entidad del Jinchūriki capturado, con lirios que aparecen a los ojos al parecer representan una captura, cabe mencionar que el único que puede realizar la técnica es Pain ya que en un episodio de manga Tobi hace mención a que deben esperar a Pain para realizar el sellado del bijū. Después de la muerte de Pain durante su ataque a Konoha, se observa a los miembros restantes de Akatsuki junto a la estatua del "Rey del Infierno". Se desconoce su funcionalidad actual, haciendo referencia a Tobi, quien menciona que Sasuke aún no es lo suficientemente fuerte para estabilizar la técnica.

### Fūin jutsu: Shishi Heikō
Rango: A. Tipo: Soporte, corto alcance.
Usuario: Chiyo.
Fūin jutsu: Shishi Heikō (封印術・獅子閉哮?  Técnica de sello: rugido de cierre de león).

### Fūin Teppeki
Rango: B. Tipo: Defensivo.
Usuario: Chiriku.
Fūin Teppeki (封印鉄壁?  Sello de pared de hierro).

### Fūja Hōin
Rango: A. Tipo: Soporte, corto alcance.
Usuarios: Kakashi Hatake.
Fūja Hōin (封邪法印?  Método de sello maligno). Ninjutsu de sellado, que sirve para sellar otros sellos. En esta se coloca a la persona en el centro de dos círculo concéntricos, luego se dibujan líneas de caracteres con sangre del usuario en dirección al centro de estos de modo que formen radios, luego a la persona se le cubre de símbolos los cuales deben dirigirse hacia el sello que se desea suprimir.
Después de colocar la mano en el sello, los símbolos se dirigen hacia este y se combinan formando el supresor que limita al sello. Esta técnica genera un dolor intenso a la persona a quien se le realice, y por lo general se desmaya. El sello que se forma tiene la forma de un círculo de caracteres, en cuyo centro se halla el sello que ha sido cancelado. Este sello utiliza como fuente principal de mantenencia la voluntad del portador, es decir este puede eliminarse temporalmente si su portador lo desea.

### Fūjutsu Kyūin
Tipo: Defensivo, corto alcance.
Usuario: Pain., Madara Uchiha
Fūjutsu Kyūin (封術吸印?  Sello de inhalación de técnicas).

### Fūka Hōin
Rango: B. Tipo: Soporte, corto alcance.
Usuarios: Jiraiya.
Fūka Hōin (封火法印?  Método de sello de fuego). Con esta técnica Jiraiya escribe en un pergamino y de este sale una corriente de chakra que sella el fuego en un pergamino. Jiraiya la utilizó para sellar el Amaterasu de Itachi en un pergamino.

### Fūkoku Hōin
Rango: B. Tipo: Soporte, corto alcance.
Usuarios: Sakon.
Fūkoku Hōin (封黒法印?  Método de sello negro). Este sello se utiliza en conjunción con la Shikokumujin. Después de que el sello de los Cuatro del Sonido la persona se introduce en el contenedor, que además de este sello es como añadir otra capa de protección. Para crear el sello, el usuario llenará el hechizo con su sangre en los sellos y luego adjuntarlo al contenedor.

### Gogyōfūin
Rango: A. Tipo: Soporte, corto alcance.
Usuarios: Orochimaru.
Gogyōfūin (五行封印?  Sello de los 5 elementos) que Orochimaru coloca en Naruto para desestabilizar su chakra, dificultando a Naruto el uso del chakra del kyūbi.

### Gogyōkai'in
Rango: A. Tipo: Soporte, corto alcance.
Usuarios: Solo se ha visto en Jiraiya aunque según Orochimaru lo pueden ejecutar cualquiera de los sannin y Sandaime hokage.
Gogyōkai'in (五行解印 desellado de los 5 elementos?). Es una técnica de contra sellado usado por Jiraiya para quitar el sello de los 5 elementos (Gogyōfūin) que había colocado Orochimaru en Naruto, tras el eliminado de este sello, Naruto puede usar el chakra del Kyūbi en su totalidad. La tecninca es usada en el primer relleno de Naruto Shippūden, por Kazuma, a Sora, un Semi-Jinchūruki.[cita requerida]

### Hakke no Fūin Shiki
Hakke no Fūin Shiki (八卦の封印式?  Ceremonia del sello del círculo celestial o Sello de 8 Trigramas). Es el sello con forma de sol que porta Naruto en el abdomen, es el sello que utilizó el Minato Namikaze para sellar la mitad yang de Kurama, 16 años atrás cuando el Kurama atacó la aldea de Konoha, selló al zorro dentro de Naruto, dando a cambio su vida y puso su propio chakra y el de Kushina Uzumaki, para poder aparecer dentro de Naruto cuando el zorro indujera a Naruto a liberar completamente el sello, y puso el chakra de Kushina en el sello también, para que ella lo ayudase a controlar el poder de Kurama cuando tuviera que pelear con él. Este sello mantiene encerrado a Kurama y también impide que el zorro se libere o escape totalmente, la única forma de abrir este sello es mediante el uso de una llave especial la cual se encuentra dentro de un sapo llamado Gamatora.

### In Fūin: Kai
Rango: S. Tipo: Soporte.
Usuario: Tsunade.
nombre: sello de señal secreto:liberar
In Fūin: Kai (陰封印・解?).

### Juin jutsu

#### Sello maldito
Los sellos malditos (Juin Jutsu) sirven para poner a alguien bajo el control de otro usuario, son usados por Orochimaru, estos sellos tienen dos niveles, en el primero aparecen marcas negras en todo el cuerpo, confiriendo un gran poder al usuario (pero tiene efectos secundarios), en el segundo nivel se pueden ver mutaciones en sus portadores, y los efectos son 10 veces más fuertes, además en la fase 2 el ojo se vuelve negro y el iris amarillo (con el sharingan el color amarillo desaparece). Si este sello permanece mucho tiempo activado, puede consumir todo el chakra de su portador hasta matarlo. Existe variantes de este sello, aunque los más poderosos son el Sello del Cielo y el Sello de la Tierra

#### Sello del Būnke
Todos los miembros del Būnke (rama secundaria) del clan Hyūga son marcados en la frente con este sello a temprana edad. Tiene doble finalidad, por un lado asegura la obediencia a los miembros del Sōke (rama principal) y por otro garantiza que ningún extraño puede apoderarse del secreto del Byakugan al conseguir el cadáver de alguien de esta rama. La primera función puede ser activada por cualquiera de la rama principal y por ella inflige gran dolor al portador del sello al ir destruyendo neuronas, obligándolo a obedecer en todo momento. Por otro lado este sello puede activarse para bloquear por completo al Byakugan, de tal forma que un enemigo no pueda descubrir su secreto mediante el estudio del cuerpo de un miembro de esta rama, la única forma de liberase por completo de este sello es con la muerte del usuario. En el manga, el sello tiene forma de una esvástica, que por obvias razones en el anime se remplazó por una simple equis. En cualquiera de los casos este símbolo representa al Sol, y cabe decir que Hyūga en japonés significa lugar soleado.

#### Sello de Raíz
Este sello es colocado por Danzou a todos los miembros de ANBU raíz, fue mostrado por primera vez cuando Sai se lo mostró a Naruto y Sakura explicando porque no les puede decir información sobre Raíz, ya que este sello sirve para que ningún miembro de Raíz revele los secretos de la organización, paralizando al usuario para que no pueda hablar y en casos extremos la muerte del usuario. En Sai este sello está colocado en su lengua, pero se desconoce si se puede colocar en otros lugares del cuerpo. Este sello, al igual que el de Sasuke, desaparecen después de la muerte del creador, Danzou.

### Sanbō Kyūkai
Rango: B. Tipo: Ofensivo; corto o medio alcance.
Usuario: Chiyo.
Sanbō Kyūkai (三宝吸潰?  Vacío de destrucción de los tres tesoros de Buda). Esta técnica del marionetista se realiza con tres determinadas marionetas de las pertenecientes a las Diez Obras Maestras de Monzaemon, concretamente tres en cuya boca está escrito el nombre de cada uno de los tres tesoros de buda: Buda, la ley de Buda y la comunidad budista. Una se coloca sobre los hombros de las otras dos marionetas y entre las tres invocan un remolino que absorbe todo lo que viene de frente, lo hace pasar a través del hueco que queda entre las tres marionetas y lo comprime todo hasta destruirlo.

### Shiki Fūjin
Rango: S.
Tipo: Ofensivo, corto alcance.
Usuarios: Hiruzen Sarutobi, Minato Namikaze.
Shiki Fūjin (死鬼封尽?  lit. «Sello consumidor del Dios de la Muerte») es la técnica de sellado definitiva del clan Uzumaki y la más poderosa de ese estilo en todo Naruto. Su función es invocar a un Shinigami para que absorba el alma del oponente, que queda completamente restringido de habilidades, de modo que el jutsu es imposible de evadir. No obstante, para eso el Shinigami primero debe atravesar el alma del propio usuario, con lo cual, por propiciar la muerte al invocador, la ejecución del Shiki Fūjin está prohibida en el mundo ninja. Los espíritus de aquellos que son sellados en este contexto quedan atrapados en el estómago del espectro y están condenados a sufrir eternamente en el mundo de los muertos. Es por ese motivo que no pueden ser resucitados por técnicas como el Edo Tensei, pues no se encuentran en territorio puro ni impuro, aunque hacia el final del manga esta pauta queda en entredicho.
El cuarto Hogake aprendió esta técnica fruto de su matrimonio con Kushina Uzumaki y la utilizó para sellar en sí mismo la mitad del poder del Zorro de las Nueve Colas, que había invadido la Aldea Oculta de la Hoja. Años después, en otro asedio a esa aldea, esta vez perpetrado por Orochimaru, el tercer Hokage se sacrifica usando el Shiki Fūjin para retener a los anteriores Hokages —que habían sido revividos a través del Edo Tensei—, así como para sellarle los brazos a Orochimaru y, por lo tanto, impedirle el uso de ninjutsu. Posteriormente, se establece una posibilidad de recuperar las almas: colocarse una máscara de Shinigami que se encuentra en un santuario abandonado del clan Uzumaki y cortar el estómago del espectro, cosa que le provoca la muerte a quien lo haga.

### Shikoku Fūin
Rango: C. Tipo: Soporte, corto alcance.
Usuario: Jiraiya.
Shikoku Fūin (指刻封印?  Sello del dedo grabador). Con esta técnica el sannin grabó poco antes de su muerte el código sobre el secreto de Pain en la espalda de su maestro Fukasaku.

### Shikoku Mujin
Rango: B. Tipo: Soporte.
Usuarios: Los Cuatro del Sonido.
Shikoku Mujin (四黒霧陣?  Campo de la niebla negra de cuatro).

### Tekko Fūin
Tekko Fūin (Sello de armadura de hierro). Este es el sello que fue utilizado para sellar al 8 colas dentro de Killer Bee.

### Byakugo no In
Usuario: Tsunade, Sakura Haruno y Mito Uzumaki
Byakugo no In  (Sello Byakugo). Este es el sello es utilizado por Tsunade para liberar Chakra guardado en el cuerpo se ve por primera vez en la pelea contra Orochimaru y Kabuto

### Tensha Fūin: Amaterasu
Tipo: Soporte, corto alcance.
Usuario: Itachi Uchiha y Sasuke Uchiha.
Tensha Fūin: Amaterasu (転写封印・天照?  Sello de trascripción: Amaterasu). Con esta técnica Itachi implanta una de sus técnicas oculares en el ojo de su hermano Sasuke Uchiha para una vez vea el sharingan de Obito Uchiha la técnica Amaterasu se dispare automáticamente. Itachi impone sus dedos en la frente de su hermano para hacer el sellado efectivo.